# Schablonavräkning
Schablonavräkning syftar till att en volym av en vara eller produkt beräknas och prissätts efter en schabloniserad metod.

## Schablonavräkning på elmarknaden
Inom elmarknaden infördes schablonavräkning mellan aktörerna vid den s.k. Schablonavräkningsreformen som innebar att elanvändare med lägre elförbrukning kunde byta elleverantör utan att ha mätare som registrerar elenergin per timme. Elanvändare med anläggningar anslutna till elnätet med högst 200 A huvudsäkring kan från och med 1 november 1999 och från och med 1 juli 2006 med högst 63 A huvudsäkring byta elleverantör. Enligt regelverket ska ske minst en gång per år för denna kategori elanvändare (till 1 juli 2009).
Från och med 1 juli 2009 ska alla schablonavräknade uttagspunkter (max 63 A) ha energimätare som avläses en gång per månad. Härigenom kommer de berörda elanvändarna slippa bli preliminärdebiterade för sin elförbrukning. Schablonavräkning kommer efter att månadsmätreformen genomförts enbart beröra avräkningen av de aktörer som under månaden blir preliminäravräknade per timme och som efter att energimätarna blivit avlästa blir avräknade för sin kvarkraft.
Uttagspunkter i elnäten med över 63 A huvudsäkring och all produktion ska vara timavräknad.
I Sverige utförs Schablonavräkningen på elmarknaden med hjälp av den s.k. förbrukningsprofilen som avser den energivolym inom varje schablonavräkningsområde som omfattar energi för samtliga uttagspunkter som inte är timmätta samt områdets förluster. Genom att all tillförsel (utbyten med andra nät samt produktion) och förbrukning över 63 A huvudsäkring är timmätt, kommer även residualen som beräknas vara energi per timme. Det är denna residual som kallas förbrukningsprofil. Vid Svenska Kraftnäts beräkning av de balansansvarigas balanskraft beräknas deras preliminära leverans av schablonavräknad förbrukning med hjälp av förbrukningsprofilen.